# Мухаммад Абдурахман Ахмад Альшайа
Мухаммед Абдурахман Ахмед Альшайа – (араб. محمد عبدالرحمن أحمد الشايع‎ кувейтский предприниматель,
основатель и председатель правления благотворительной гуманитарной общественной организации «Ас-Сафа». Он также является генеральным директором (Al-Shaya Healthcare). Диплом Кувейтского прикладного института пищевых наук, 1987 год. Вместе со своим братом он основал ряд компаний в сферах здорового питания, парфюмерии и организации паломнических поездок на Святую Землю.

## Его деятельность
Его участие в гуманитарной деятельности началось в 2000 году на ограниченной основе, пока он не нашел подходящее место для расширения этой гуманитарной деятельности. Настоящее начало было положено в Киргизской Республике, одной из бывших республик Советского Союза.
В результате расширения гуманитарной деятельности была создана Гуманитарная ассоциация «Аль-Сафа», сыгравшая значительную роль в развитии инфраструктуры Кыргызстана. Ассоциация способствовала расширению сетей водоснабжения, улучшению доступа к электроэнергии, строительству центров профессиональной подготовки, открытию детских площадок и парков во многих регионах страны. Под руководством своего основателя ассоциация также активно работала в медицинской сфере, где ею было построено 30 медицинских центров и 14 больниц, включая специализированную онкологическую больницу, единственную в своем роде в стране. За годы своей деятельности ассоциация оказала спонсорскую помощь 8000 детей-сирот.

## Награды
- Награжден Орден «Данакер» 26 декабря 2023 года Президентом Киргизской Республики Жапаров, Садыр Нургожоевич.[4]